# Lista gatunków z rodzaju Palicourea
Lista gatunków z rodzaju Palicourea – lista gatunków rodzaju roślin należącego do rodziny marzanowatych (Rubiaceae Juss.). Według The Plant List w obrębie tego rodzaju znajduje się 339 gatunków o nazwach zweryfikowanych i zaakceptowanych, podczas gdy kolejnych 6 taksonów ma status gatunków niepewnych (niezweryfikowanych).
Lista gatunków
- Palicourea abbreviata Rusby
- Palicourea acanthacea C.M.Taylor
- Palicourea acetosoides Wernham
- Palicourea adusta Standl.

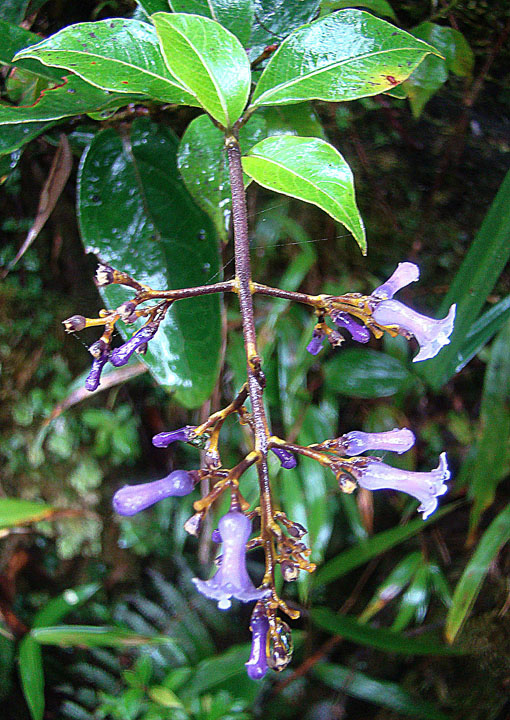
Palicourea adusta

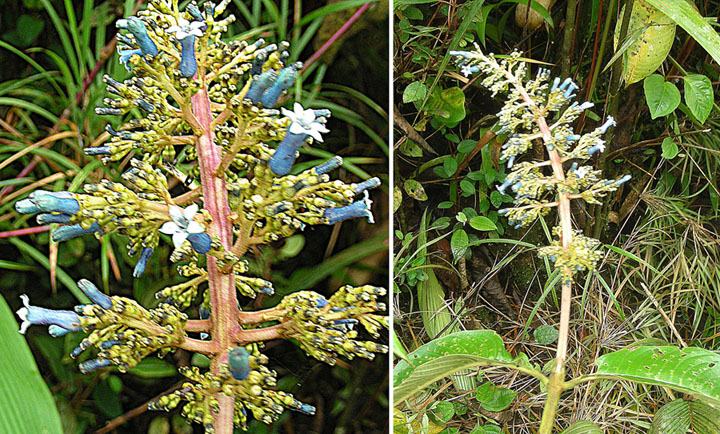
Palicourea amethystina

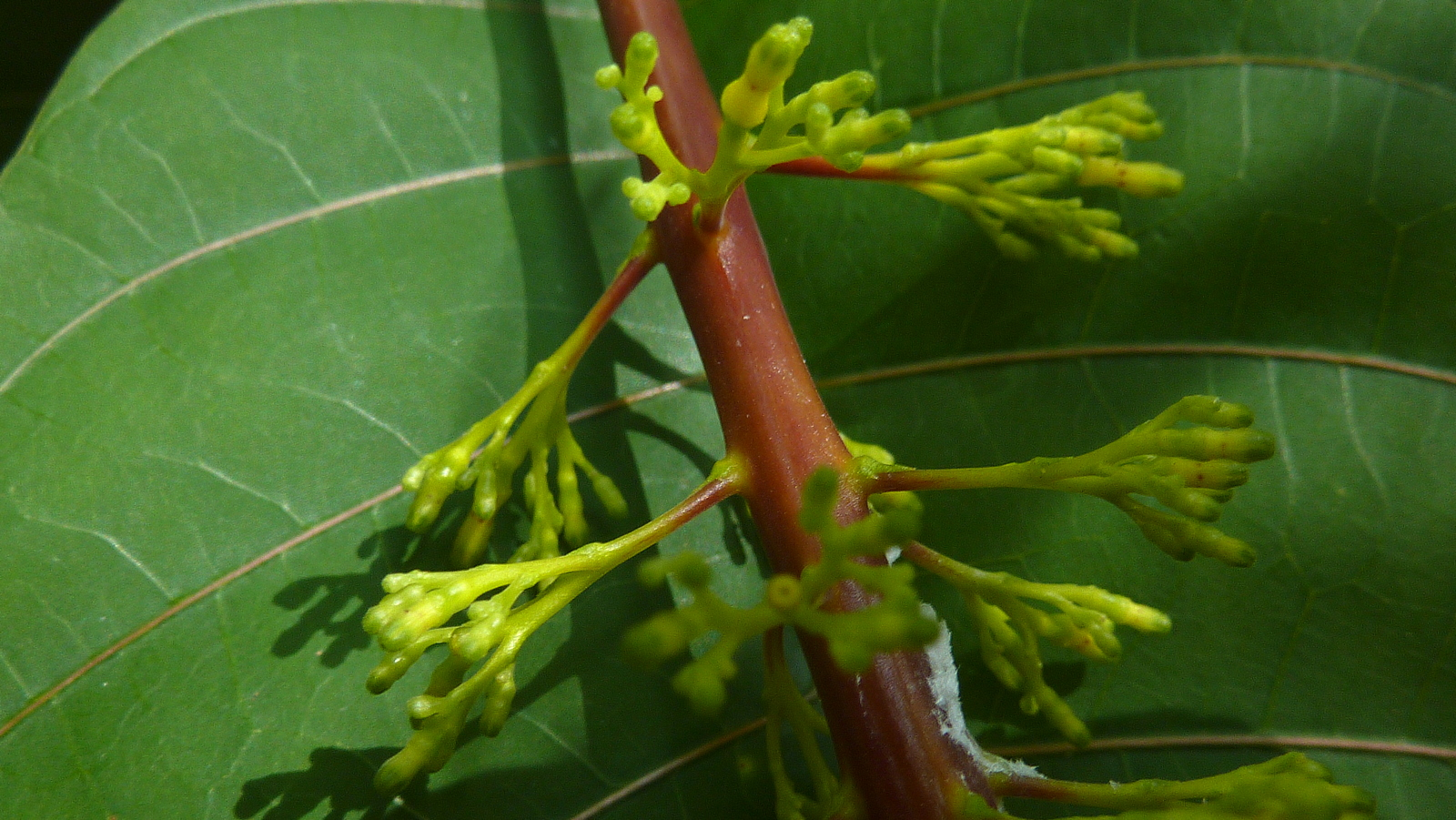
Palicourea blanchetiana

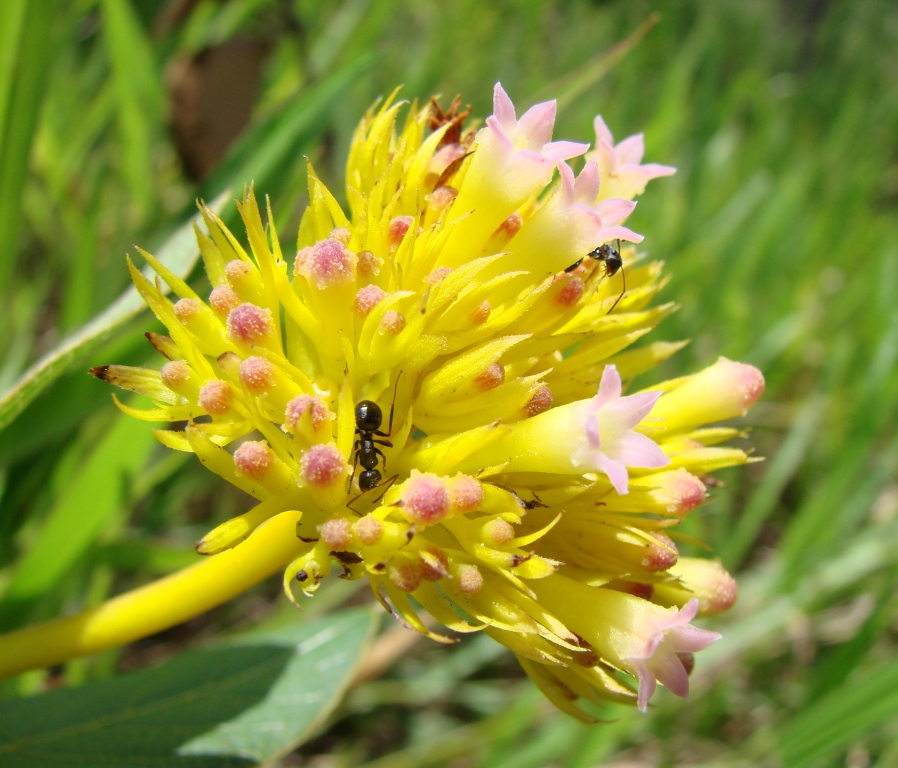
Palicourea coriacea

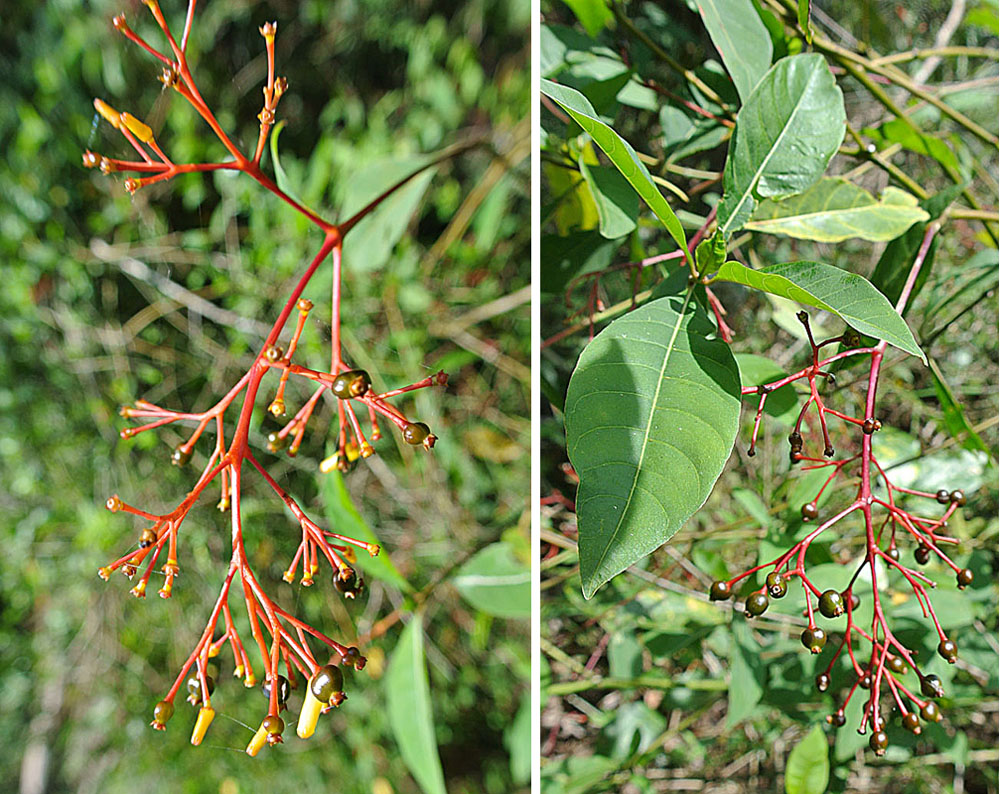
Palicourea crocea

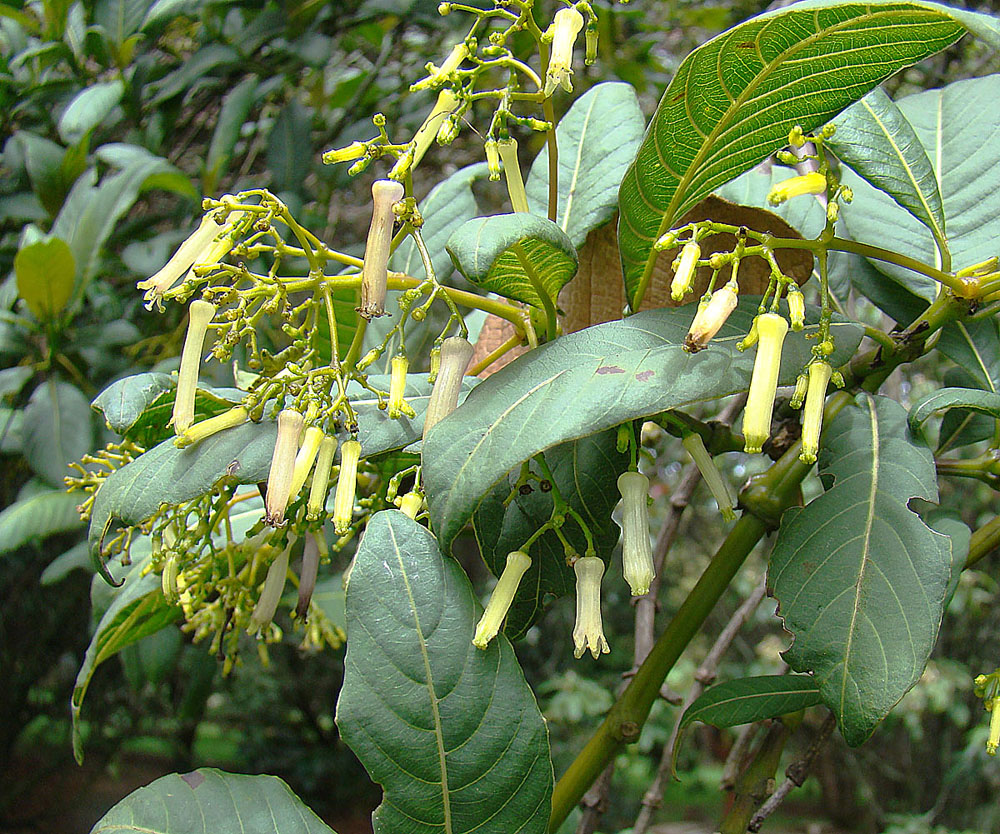
Palicourea lineariflora

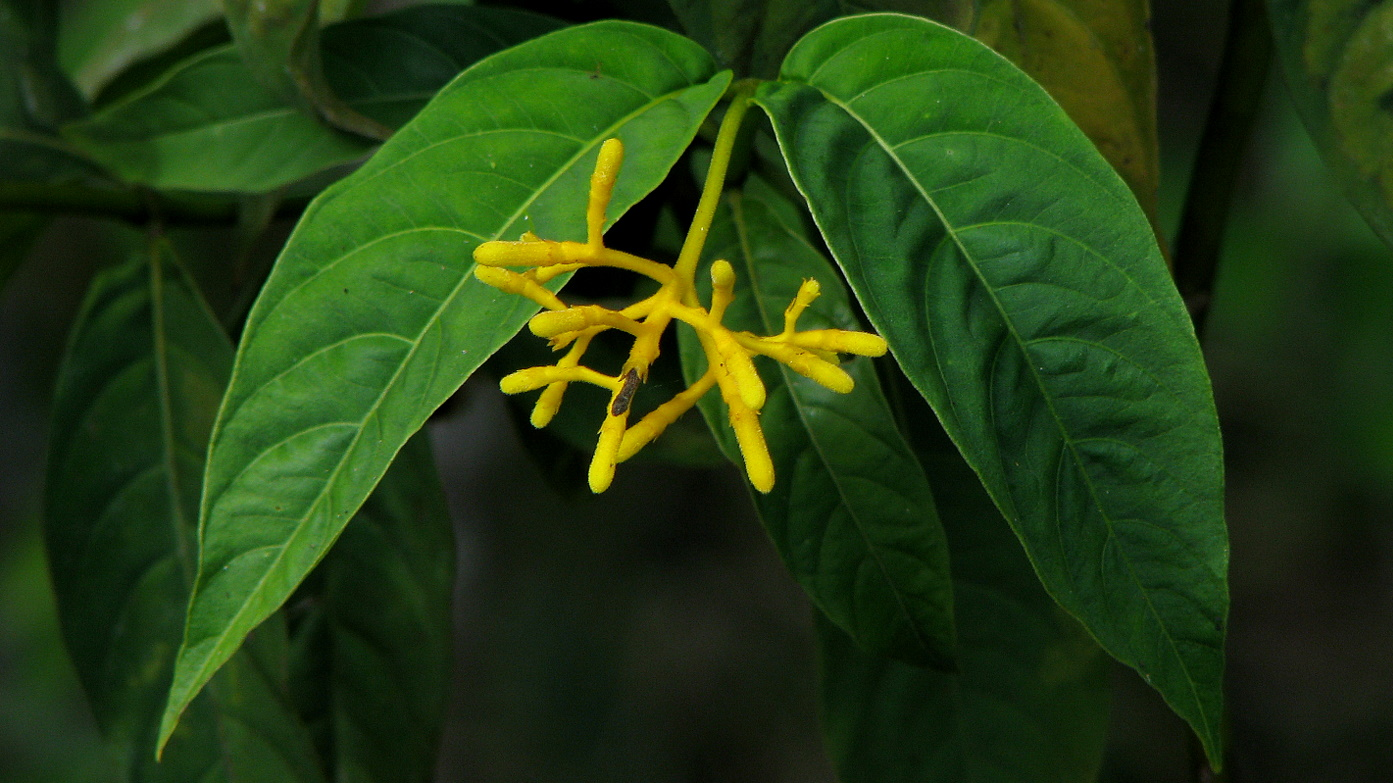
Palicourea marcgravii

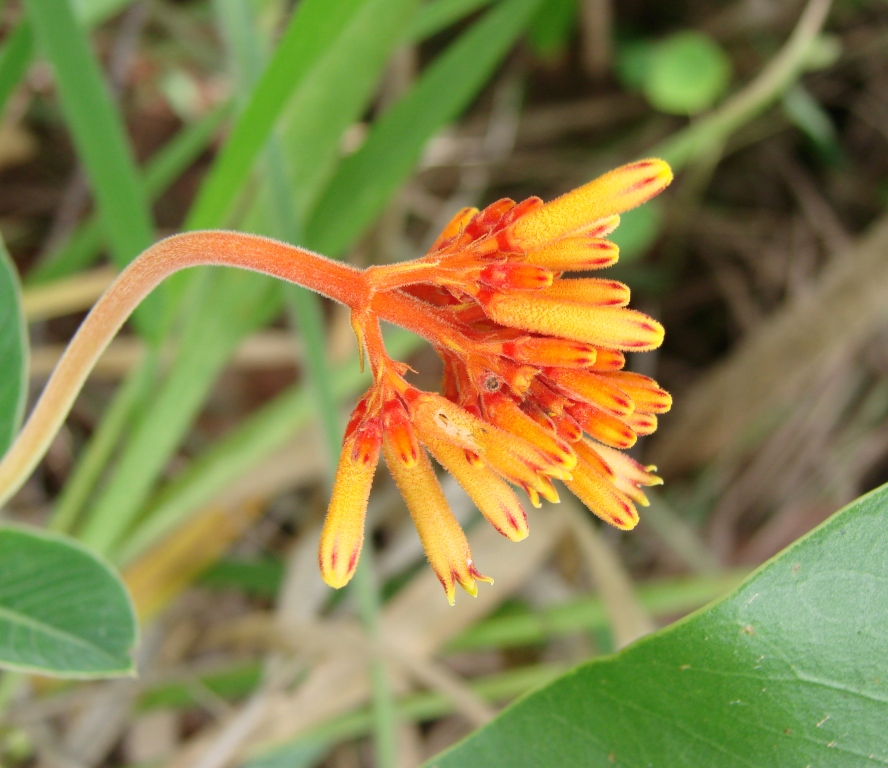
Palicourea squarrosa

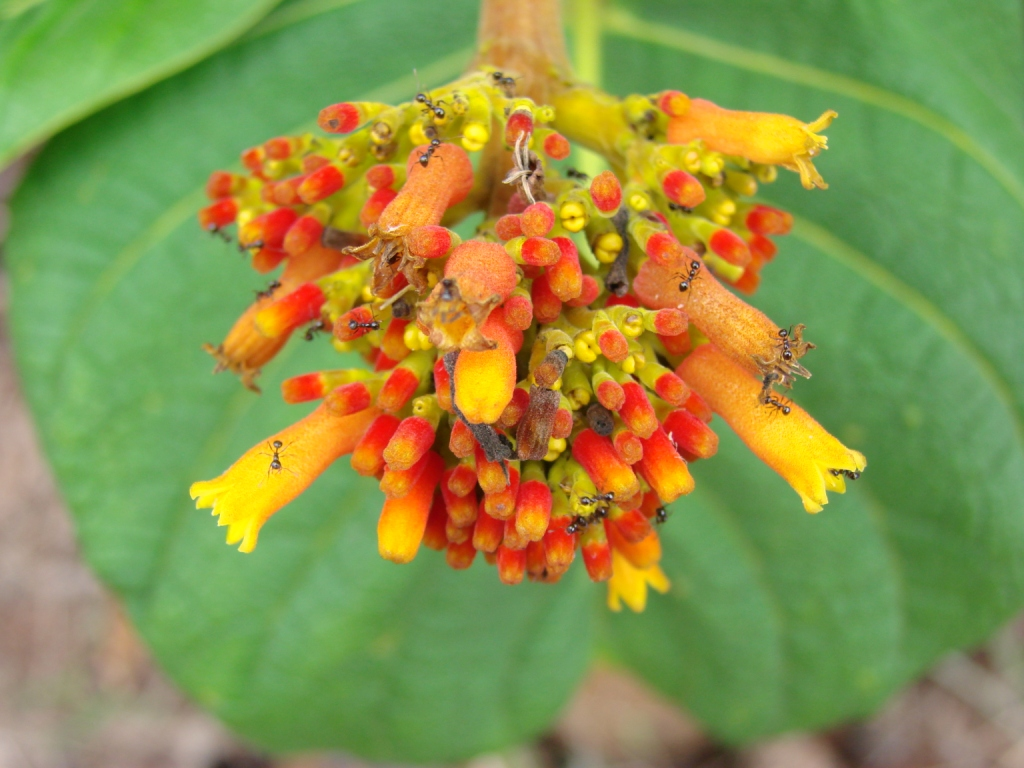
Palicourea rigida

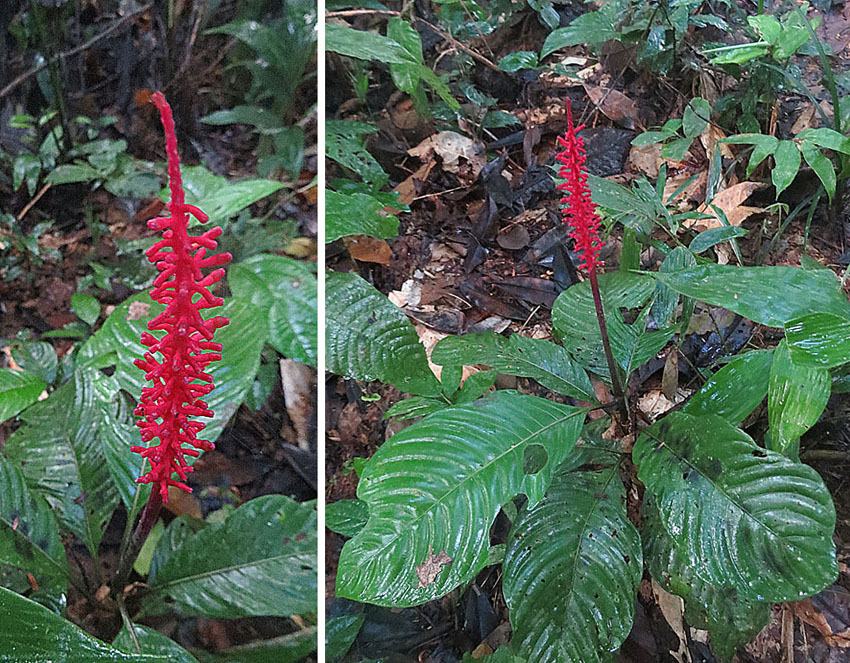
Palicourea subspicata

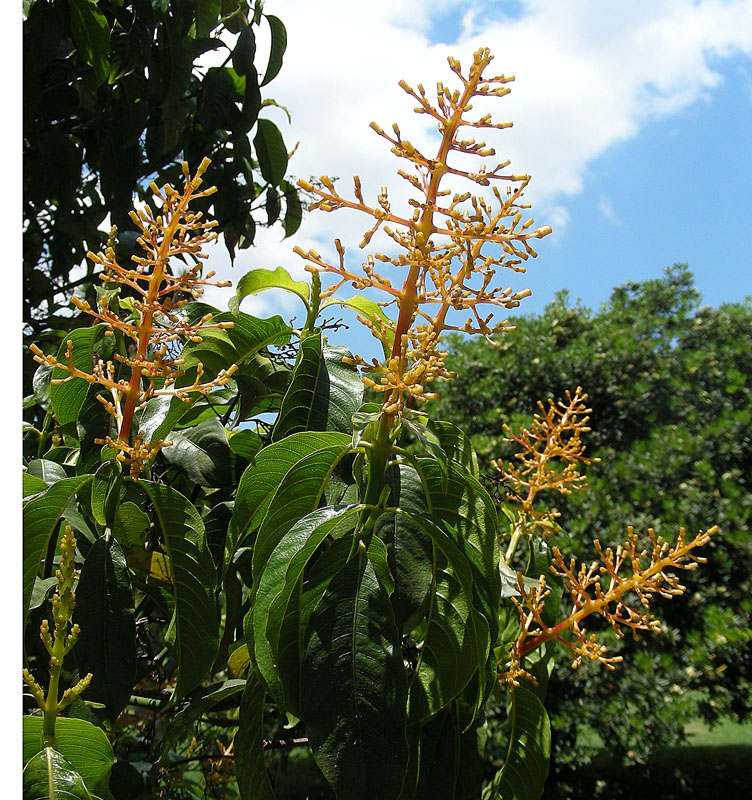
Palicourea vaginata

- Palicourea aeneofusca (Müll.Arg.) Standl.
- Palicourea affinis Standl.
- Palicourea alajuelensis C.M.Taylor
- Palicourea albert-smithii Standl.
- Palicourea albiflora Standl.
- Palicourea albocaerulea C.M.Taylor
- Palicourea alpina (Sw.) DC.
- Palicourea amapaensis Steyerm.
- Palicourea amethystina (Ruiz & Pav.) DC.
- Palicourea amplissima C.M.Taylor
- Palicourea anacardiifolia (Humb. & Bonpl. ex Schult.) Standl.
- Palicourea anceps Standl.
- Palicourea andaluciana Standl.
- Palicourea anderssoniana C.M.Taylor
- Palicourea andrei Standl.
- Palicourea angustifolia Kunth
- Palicourea anianguana C.M.Taylor
- Palicourea anisoloba (Müll.Arg.) Boom & M.T.Campos
- Palicourea antioquiana Standl.
- Palicourea aphthosa Standl.
- Palicourea apicata Kunth
- Palicourea aristei Standl.
- Palicourea aschersonianoides (Wernham) Steyerm.
- Palicourea asplundii C.M.Taylor
- Palicourea attenuata Rusby
- Palicourea australis C.M.Taylor
- Palicourea awa C.M.Taylor
- Palicourea azurea C.M.Taylor
- Palicourea barraensis (Müll.Arg.) Standl.
- Palicourea beachiana C.M.Taylor
- Palicourea bella (Standl.) Dwyer
- Palicourea bellula C.M.Taylor
- Palicourea blanchetiana Schltdl.
- Palicourea bostrychostachya Steyerm.
- Palicourea brachyloba (Müll.Arg.) Boom
- Palicourea brasiliensis Wawra
- Palicourea breedlovei (Lorence) Lorence
- Palicourea brenesii Standl.
- Palicourea buchtienii Standl.
- Palicourea buntingii Steyerm.
- Palicourea calantha Standl.
- Palicourea calidicola (C.M.Taylor) C.M.Taylor
- Palicourea caloneura Rusby
- Palicourea calophlebia Standl.
- Palicourea calophlebioides C.M.Taylor
- Palicourea calophylla DC.
- Palicourea calothyrsus K.Schum. & K.Krause
- Palicourea calycina Benth.
- Palicourea canaguensis Steyerm.
- Palicourea canarina C.M.Taylor
- Palicourea candida C.M.Taylor
- Palicourea cardenasii Standl.
- Palicourea cardonae Steyerm.
- Palicourea caucana Standl.
- Palicourea chaquirana Standl.
- Palicourea charianthema Standl.
- Palicourea chignul C.M.Taylor
- Palicourea chimboracensis Standl.
- Palicourea chiriquina Standl.
- Palicourea chrysocalymma (L.O.Williams) C.M.Taylor
- Palicourea chrysotricha (Zahlbr.) Standl.
- Palicourea clerodendroides C.M.Taylor
- Palicourea cogolloi C.M.Taylor
- Palicourea comitis (Müll.Arg.) Steyerm.
- Palicourea condorica C.M.Taylor
- Palicourea conferta (Benth.) Sandwith
- Palicourea consobrina Standl.
- Palicourea copensis (Dwyer) C.M.Taylor
- Palicourea coriacea (Cham.) K.Schum.
- Palicourea corniculata C.M.Taylor
- Palicourea cornifolia Standl.
- Palicourea cornigera C.M.Taylor
- Palicourea corymbifera (Müll.Arg.) Standl.
- Palicourea costata Kunth
- Palicourea crocea (Sw.) Schult.
- Palicourea croceoides Ham.
- Palicourea crystallina C.M.Taylor
- Palicourea ctenocalyx Steyerm.
- Palicourea cuatrecasasii Standl. ex Steyerm.
- Palicourea cutucuana C.M.Taylor
- Palicourea cyanantha Standl.
- Palicourea cymosa (Ruiz & Pav.) Standl.
- Palicourea danielis Standl.
- Palicourea decipiens (Müll.Arg.) Standl.
- Palicourea demissa Standl.
- Palicourea densa Standl.
- Palicourea denslowiae J.H.Kirkbr.
- Palicourea deviae C.M.Taylor
- Palicourea diguana (Standl. ex Steyerm.) C.M.Taylor
- Palicourea dimorphandroides (Dwyer) C.M.Taylor
- Palicourea discolor K.Krause
- Palicourea domingensis (Jacq.) DC.
- Palicourea dorantha Wernham
- Palicourea duckei Standl.
- Palicourea dunstervilleorum Steyerm.
- Palicourea eburnea C.M.Taylor
- Palicourea effusa Standl.
- Palicourea eriantha DC.
- Palicourea eurycarpa (Standl.) C.M.Taylor
- Palicourea exiguiflora Standl.
- Palicourea fastigiata Kunth
- Palicourea faxlucens (Lorence & Dwyer) Lorence
- Palicourea flavescens Kunth
- Palicourea flavifolia (Rusby) Standl.
- Palicourea flexiramea Steyerm.
- Palicourea foldatsii Steyerm.
- Palicourea formosa (A.Rich.) Lemée
- Palicourea frontinoensis Cogollo & C.M.Taylor
- Palicourea fuchsioides C.M.Taylor
- Palicourea fulgens (Müll.Arg.) Standl.
- Palicourea gachetaensis M.C.G.Kirkbr.
- Palicourea garciae Standl.
- Palicourea garcioides C.M.Taylor
- Palicourea gardenioides (Scheidw.) Hemsl.
- Palicourea gelsemiiflora C.M.Taylor
- Palicourea gemmiflora C.M.Taylor
- Palicourea gentryi C.M.Taylor
- Palicourea gibbosa Dwyer
- Palicourea glabrata H.J.P.Winkl.
- Palicourea glabriflora Steyerm.
- Palicourea glandulifera C.M.Taylor
- Palicourea gomezii C.M.Taylor
- Palicourea grandiflora (Kunth) Standl.
- Palicourea grandifolia (Willd. ex Schult.) Standl.
- Palicourea grandifructa (C.M.Taylor) C.M.Taylor
- Palicourea grandistipula (Standl. ex Steyerm.) C.M.Taylor
- Palicourea guianensis Aubl.
- Palicourea hammelii C.M.Taylor
- Palicourea harlingii C.M.Taylor
- Palicourea hedyosmoides Standl. ex Steyerm.
- Palicourea heilbornii Standl.
- Palicourea herrerae Standl.
- Palicourea herzogii Standl.
- Palicourea heterantha Standl.
- Palicourea heterochroma K.Schum. & K.Krause
- Palicourea heydei (Standl.) Lorence
- Palicourea hoehnei K.Krause
- Palicourea holmgrenii Standl.
- Palicourea hondensis (Standl.) C.M.Taylor
- Palicourea hospitalis Standl.
- Palicourea huberi Steyerm.
- Palicourea hypomalaca Standl.
- Palicourea ianthina C.M.Taylor
- Palicourea insignis Steyerm.
- Palicourea ionantha Standl.
- Palicourea iquitoensis K.Krause
- Palicourea irwinii Steyerm.
- Palicourea jahnii Standl.
- Palicourea jaramilloi C.M.Taylor
- Palicourea jatun-sachensis C.M.Taylor
- Palicourea jelskii Standl.
- Palicourea josephi Benoist
- Palicourea juruana K.Krause
- Palicourea justicioides Standl.
- Palicourea kalbreyeri Standl.
- Palicourea kanehirae Standl.
- Palicourea kerasocarpa K.Krause
- Palicourea killipii Standl.
- Palicourea kirkbrideae C.M.Taylor
- Palicourea kuhlmannii Standl.
- Palicourea lachnantha Standl.
- Palicourea laevigata (Willd. ex Schult.) Beurl.
- Palicourea lancifera Standl. & L.O.Williams
- Palicourea lancigera (Standl.) Steyerm.
- Palicourea lasiantha K.Krause
- Palicourea lasiorrhachis Oerst.
- Palicourea lasseri Steyerm.
- Palicourea latifolia K.Krause
- Palicourea laxa Schult.
- Palicourea lechleri Standl.
- Palicourea lehmannii (K.Schum. & K.Krause) Standl.
- Palicourea lemoniana C.M.Taylor
- Palicourea leucantha D.A.Sm.
- Palicourea leuconeura Standl.
- Palicourea libana Standl.
- Palicourea lineariflora Wernham
- Palicourea lineata Benth.
- Palicourea lobbii Standl.
- Palicourea longiflora DC.
- Palicourea longifolia Kunth
- Palicourea longistipula Standl.
- Palicourea longistipulata Standl.
- Palicourea lopeziana Standl. ex Steyerm.
- Palicourea loxensis C.M.Taylor
- Palicourea lugoana C.M.Taylor
- Palicourea luteonivea C.M.Taylor
- Palicourea lutulenta Standl.
- Palicourea lyristipula Wernham
- Palicourea macarthurorum C.M.Taylor
- Palicourea macbridei Standl.
- Palicourea macrantha Loes.
- Palicourea macrobotrys (Ruiz & Pav.) Schult.
- Palicourea macrocalyx Standl.
- Palicourea malacophylla Standl.
- Palicourea mansoana (Müll.Arg.) Standl.
- Palicourea mapiriensis Standl.
- Palicourea marcgravii A.St.-Hil.
- Palicourea matamana C.M.Taylor
- Palicourea mediocris (Standl. & Steyerm.) Lorence
- Palicourea megalantha (Lorence) Lorence
- Palicourea mello-barretoi Standl.
- Palicourea meridensis Steyerm.
- Palicourea microcarpa (Ruiz & Pav.) Zappi
- Palicourea mitis (Ruiz & Pav.) DC.
- Palicourea moensis (Britton & P.Wilson) Borhidi
- Palicourea montensis Dwyer
- Palicourea montivaga Standl.
- Palicourea moralesii (Acuña & Roíg) Borhidi
- Palicourea myriantha Standl.
- Palicourea myrtifolia K.Schum. & K.Krause
- Palicourea nana Steyerm.
- Palicourea nayana Standl. ex Steyerm.
- Palicourea nebulosa (Dwyer) C.M.Taylor
- Palicourea neopurpusii C.M.Taylor
- Palicourea nigricans K.Krause
- Palicourea nitidella (Müll.Arg.) Standl.
- Palicourea nitis DC.
- Palicourea nubigena Standl.
- Palicourea obesiflora Standl. ex Steyerm.
- Palicourea obovata (Ruiz & Pav.) DC.
- Palicourea obtusata K.Krause
- Palicourea ochnoides Dwyer
- Palicourea officinalis Mart.
- Palicourea orosiana C.M.Taylor
- Palicourea orquidea C.M.Taylor
- Palicourea orthoneura Standl.
- Palicourea otongensis C.M.Taylor
- Palicourea ottohuberi J.H.Kirkbr.
- Palicourea ovalis Standl.
- Palicourea ovata Huber
- Palicourea pachycalyx Standl.
- Palicourea pachypodina (Müll. Arg.) Standl.
- Palicourea padifolia (Willd. ex Schult.) C.M.Taylor & Lorence
- Palicourea palustris A.C.Gilman & C.M.Taylor
- Palicourea papyracea Rusby
- Palicourea paraensis (Müll.Arg.) Standl.
- Palicourea pauciflora Standl.
- Palicourea pearcei Standl.
- Palicourea pedunculosa (Rich.) DC.
- Palicourea pendula C.M.Taylor
- Palicourea pennellii Standl.
- Palicourea pensilis J.H.Kirkbr.
- Palicourea pereziana C.M.Taylor
- Palicourea perquadrangularis Wernham
- Palicourea petiolaris Kunth
- Palicourea pittieri Standl.
- Palicourea plowmanii D.R.Simpson ex C.M.Taylor
- Palicourea polyodonta (Müll.Arg.) Standl.
- Palicourea ponasae K.Krause
- Palicourea populifolia Rusby
- Palicourea premontana C.M.Taylor
- Palicourea prodiga Standl. ex C.M.Taylor
- Palicourea providenciana J.Sánchez-Gonz. & C.M.Taylor
- Palicourea psittacorum Standl.
- Palicourea psychotrioides (C.M.Taylor & Hammel) C.M.Taylor
- Palicourea puberulenta Steyerm.
- Palicourea pulchra Griseb.
- Palicourea punicea (Ruiz & Pav.) DC.
- Palicourea punoensis Standl.
- Palicourea purdiei Standl.
- Palicourea purpurea C.M.Taylor
- Palicourea pustulata Steyerm.
- Palicourea pyramidalis Standl.
- Palicourea quadrifolia (Rudge) DC.
- Palicourea quadrilateralis C.M.Taylor
- Palicourea quinata Suess.
- Palicourea quinquepyrena C.M.Taylor
- Palicourea radians (Müll.Arg.) Standl.
- Palicourea raimondii Standl.
- Palicourea remyana (Baill.) C.M.Taylor
- Palicourea rigida Kunth
- Palicourea rigidifolia (Dwyer & M.V.Hayden) Dwyer
- Palicourea roseiflora K.Schum. & K.Krause
- Palicourea roseocremea (Dwyer) C.M.Taylor
- Palicourea roseofaucis C.M.Taylor
- Palicourea rudgeoides (Müll.Arg.) Standl.
- Palicourea salicifolia Standl.
- Palicourea saligna Standl.
- Palicourea sandiensis K.Krause
- Palicourea sclerophylla (Müll.Arg.) Standl.
- Palicourea seemannii Standl.
- Palicourea semirasa Standl.
- Palicourea skotakii C.M.Taylor
- Palicourea smithiana C.M.Taylor
- Palicourea sodiroi Standl.
- Palicourea sopkinii C.M.Taylor
- Palicourea sousae (Lorence & Dwyer) Lorence
- Palicourea spathacea C.M.Taylor
- Palicourea speciosa Kunth
- Palicourea standleyana C.M.Taylor
- Palicourea stellata C.M.Taylor
- Palicourea stenosepala Standl.
- Palicourea steyermarkii C.M.Taylor
- Palicourea stipularis Benth.
- Palicourea subaeneofusca (Müll.Arg.) Standl.
- Palicourea subalata Standl. ex Steyerm.
- Palicourea subalatoides C.M.Taylor
- Palicourea subscandens Standl. ex Steyerm.
- Palicourea subspicata Huber
- Palicourea subtomentosa (Ruiz & Pav.) C.M.Taylor
- Palicourea sulphurea (Ruiz & Pav.) DC.
- Palicourea tamaensis (Standl. & Steyerm.) Steyerm.
- Palicourea tectoneura K.Schum. & K.Krause
- Palicourea tenuis Standl.
- Palicourea tepuicola Steyerm.
- Palicourea tetragona (Donn.Sm.) C.M.Taylor
- Palicourea tetraphylla Cham. & Schltdl.
- Palicourea thermydri J.H.Kirkbr.
- Palicourea thornei (Lorence) Lorence
- Palicourea thyrsiflora (Ruiz & Pav.) DC.
- Palicourea tilaranensis C.M.Taylor
- Palicourea tinifolia (Humb. & Bonpl. ex Schult.) DC.
- Palicourea toroi Standl.
- Palicourea triphylla DC.
- Palicourea tubuliflora Dwyer
- Palicourea tumidonodosa Dwyer
- Palicourea tunjaensis C.M.Taylor
- Palicourea tutensis (Dwyer) C.M.Taylor
- Palicourea ulloana C.M.Taylor
- Palicourea umbelliformis (Dwyer & M.V.Hayden) C.M.Taylor
- Palicourea urbaniana Standl.
- Palicourea vacillans Standl.
- Palicourea vagans Wernham
- Palicourea vaginata Benth.
- Palicourea verrucifera Standl.
- Palicourea vestita Standl.
- Palicourea veterinariorum J.H.Kirkbr.
- Palicourea virens (Poepp.) Standl.
- Palicourea vogelii Steyerm.
- Palicourea vulcanalis Standl. ex C.M.Taylor
- Palicourea weberbaueri K.Krause
- Palicourea wilesii C.D.Adams
- Palicourea wurdackiana J.H.Kirkbr.
- Palicourea xanthina DC.
- Palicourea zarucchii C.M.Taylor